# Гиляни (футбольный клуб)
«ФК Гилани» (алб. KF Gjilani) — косовский футбольный клуб из города Гнилане. Выступает в косовской Суперлиге, главной по уровню в системе футбольных лиг Косова. Домашние матчи команда проводит на Городском стадионе Гнилане, вмещающем около 10 000 зрителей.

## История
Клуб создан в 1995 году братьями Насер и Ридван Исмаили, проживавшими в Малишево.

## Клубные цвета
Первыми клубными цветами в 1995 году были красно-белые. В 2000 году новый президент клуба поменял цвета на фиолетовый и голубой, но в 2008 году по инициативе клубных ультрас Skifterat были возвращены старые цвета клуба.

## Болельщики
Главной фанатской группировкой клуба являются Ultras Skifterat.

## Достижения
- Обладатель Кубка Косова (1): 1999/00
- Финалист Кубка Косова (1): 2001/02
- Обладатель Суперкубка Косова (1): 1999/00